# Michaił Kuzniecow (deputowany)
Michaił Michajłowicz Kuzniecow (ros. Михаи́л Миха́йлович Кузнецо́в, ur. 1912, zm. ?) – radziecki działacz partyjny i państwowy.

## Życiorys
W 1939 ukończył Omski Instytut Rolniczy i został agronomem, potem zastępcą szefa wydziału i kierownikiem Nadmorskiego Krajowego Oddziału Weterynaryjnego, od 1943 należał do WKP(b). Studiował w Wyższej Szkole Partyjnej przy KC WKP(b), 1945-1950 był zastępcą kierownika Wydziału Rolnego Nadmorskiego Komitetu Krajowego WKP(b), 1950-1954 I sekretarzem Chorolskiego Komitetu Rejonowego WKP(b)/KPZR, a 1954-1959 szefem Nadmorskiego Krajowego Zarządu Gospodarki Rolnej. W latach 1959–1961 kierował Wydziałem Rolnym Nadmorskiego Komitetu Krajowego KPZR, od 1961 do stycznia 1963 był sekretarzem Nadmorskiego Komitetu Krajowego KPZR, od stycznia 1963 do grudnia 1964 I sekretarzem Nadmorskiego Wiejskiego Komitetu Krajowego KPZR, od grudnia 1964 do lutego 1970 przewodniczącym Komitetu Wykonawczego Nadmorskiej Rady Krajowej, potem szefem wydziału Ministerstwa Zapasów ZSRR i kierownikiem sektora Ministerstwa Gospodarki Rolnej RFSRR. Był deputowanym do Rady Najwyższej ZSRR 7 kadencji.